# اعلان جنگ ۱۹۱۷ ایالات متحده آمریکا به آلمان
در ۶ آوریل ۱۹۱۷ کنگره ایالات متحده به امپراتوری آلمان اعلان جنگ داد؛ در ۲ آوریل، رئیس‌جمهور، وودرو ویلسون یک نشست مشترک ویژه از کنگره برای این بیانیه درخواست کرد.

## متن بیانیه
نظر به این که، حکومت امپراتوری آلمان پی در پی مرتکب اعمال جنگ در برابر حکومت و مردم ایالات متحده آمریکا شده‌است.
توسط سنا و مجلس نمایندگان ایالات متحده آمریکا تصمیم گرفته شد در کنگره گردهم آیند، که حالت جنگ میان ایالات متحده و حکومت امپراتوری آلمان، که بدین ترتیب به ایالات متحده تحمیل کردند، به موجب این سند رسماً اعلام می‌شود؛ و
که رئیس‌جمهور، بدینوسیله او، دارای اختیار و سرپرست برای به کار بردن همه نیروی دریایی و نیروهای نظامی ایالات متحده و منابع حکومت برای رساندن به جنگ در برابر حکومت امپراتوری آلمان است؛ و برای رساندن جنگ به یک پایان موفقیت‌آمیز تمام منابع کشور از این راه به کنگره ایالات متحده گرو گذاشته شده.